# Place Gerson
 (janvier 2024).
Si vous disposez d'ouvrages ou d'articles de référence ou si vous connaissez des sites web de qualité traitant du thème abordé ici, merci de compléter l'article en donnant les références utiles à sa vérifiabilité et en les liant à la section « Notes et références ».
La place Gerson est un espace public du 5e arrondissement de Lyon, en France. Elle relie la rue Saint-Paul au quai Pierre Scize. Sa partie sud est constituée par le côté de l'église Saint-Paul.

## Origine du nom
Son nom vient de Jean Charlier « de Gerson », son lieu de naissance, théologien de l'Université de Paris, venu au sein du cloître de Saint-Paul de 1420 à 1429. Sa statue est installée rue Saint-Paul face à l'entrée de l'église.

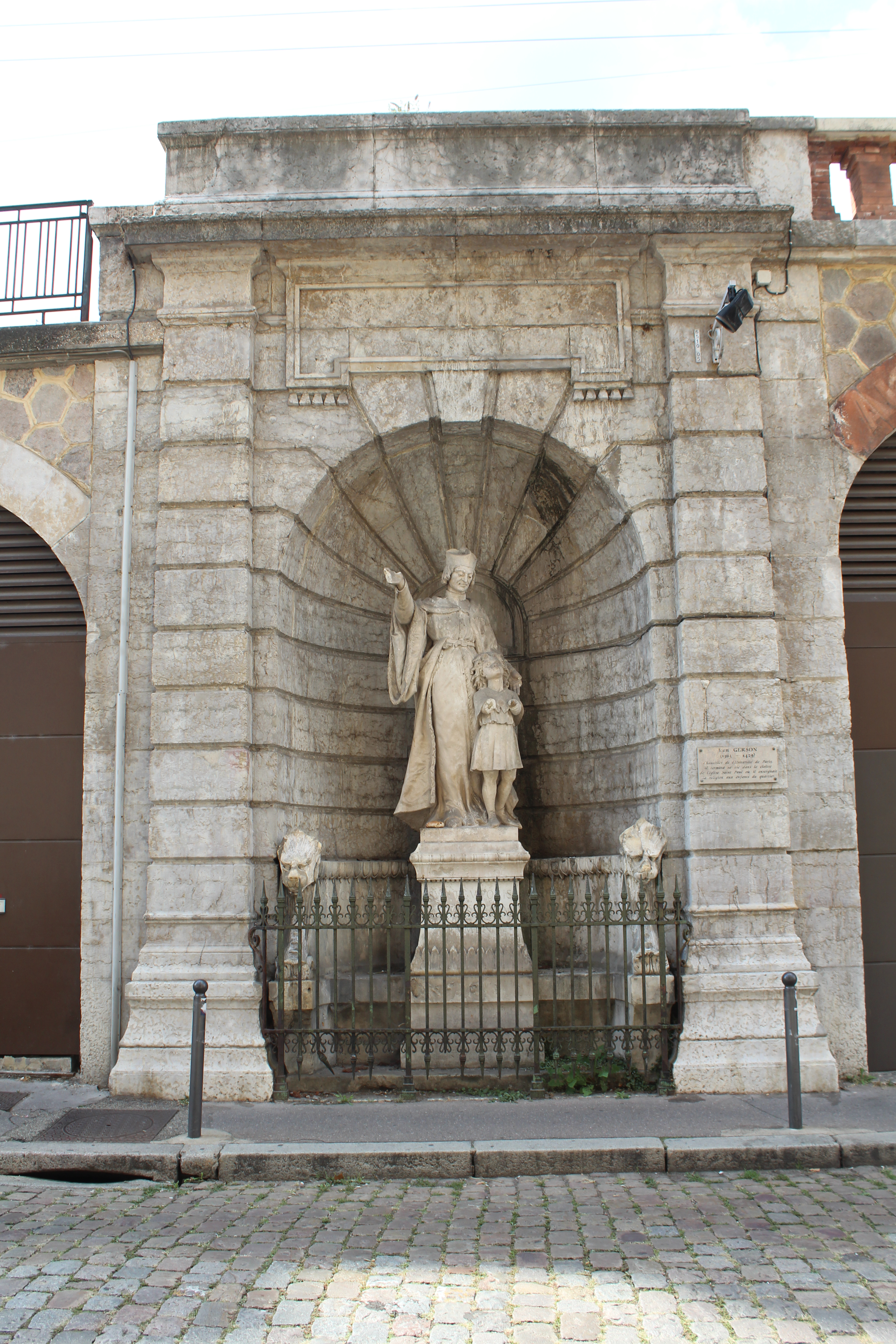
La statue de Jean Charlier « de Gerson » face à l'entrée de l'église Saint-Paul

Ce nom est attribué par délibération municipale du 16 novembre 1855.

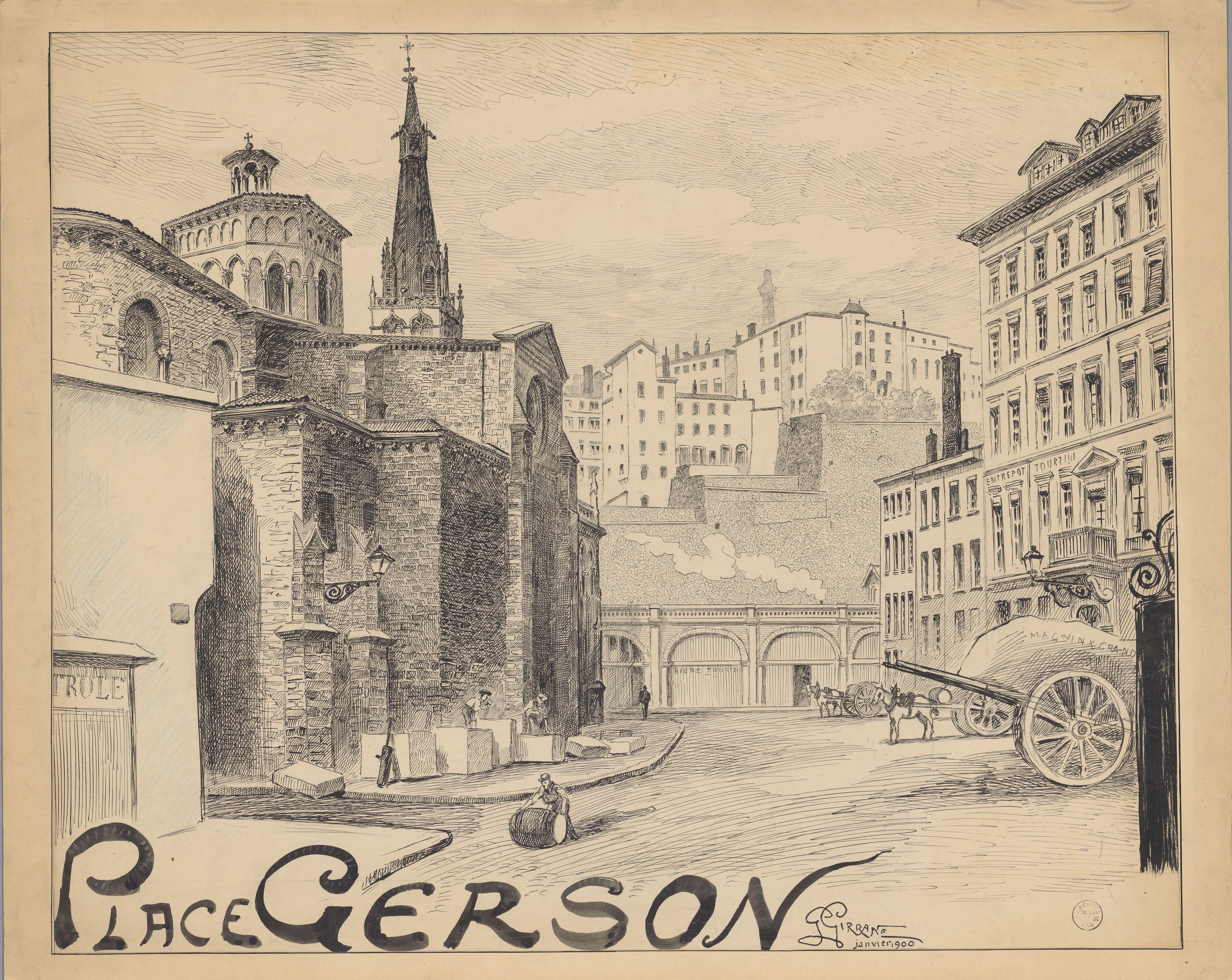
La place Gerson en 1900 par Girrane